# مهمانخانه قزوین
مهمانخانه قزوین مربوط به دوره قاجار است و در قزوین، خیابان سپه (شهدا)، مقابل جلوخان مسجد جامع واقع شده و این اثر در تاریخ ۲۷ اسفند ۱۳۸۶ با شمارهٔ ثبت ۲۲۶۸۱ به‌عنوان یکی از آثار ملی ایران به ثبت رسیده است.